# Ганс Фельдбауш
Ганс Фельдбауш (нім. Hans Feldbausch; 5 жовтня 1891, Еденкобен — 20 жовтня 1985, Гамбург) — німецький офіцер, контрадмірал крігсмаріне.

## Біографія
1 квітня 1910 року вступив в кайзерліхмаріне, пройшов підготовку на навчальному крейсері SMS Freya, після чого 29 березня 1911 року вступив у військово-морське училище Мюрвіка. З 30 вересня 1912 року служив на борту лінійного крейсера SMS Goeben. На початку Першої світової війни крейсер став флагманом османського флоту. З 30 липня по 1 вересня 1916 року перебував на борту підводного човна SM UB 14. 6 червня 1917 року переведений в 11-ту флотилії торпедних катерів, вахтовий офіцер на катерах V 44 і V 127.
Після демобілізації армії залишений в рейхсмаріне. З 22 серпня 1938 року — начальник військово-морської служби Бремена, з 27 травня 1940 по 23 серпня 1942 року — Осло. 31 серпня 1942 року звільнений у відставку, проте наступного дня переданий в розпорядження ВМС і призначений керівником відділу навігації і гідрографії Німецького морського науково-дослідного інституту. 30 квітня 1945 року остаточно

## Нагороди
- Медаль принца-регента Луїтпольда в бронзі (12 квітня 1913)
- Залізний хрест
  - 2-го класу
  - 1-го класу (27 вересня 1919)
- Срібна медаль «Ліакат» з шаблями (Османська імперія; 12 серпня 1915)
- Орден «За заслуги» (Баварія) 4-го класу з мечами (12 січня 1916)
- Орден Меджида 4-го класу (Османська імперія; 13 березня 1917)
- Військовий Хрест Фрідріха-Августа (Ольденбург) 2-го класу
- Галліполійська зірка (Османська імперія)
- Почесний хрест ветерана війни з мечами (10 лютого 1935)
- Медаль «За вислугу років у Вермахті» 4-го, 3-го, 2-го і 1-го класу (25 років; 2 жовтня 1936) — отримав 4 нагороди одночасно.
- Хрест Воєнних заслуг
  - 2-го класу з мечами (17 вересня 1940)
  - 1-го класу з мечами (1 вересня 1941)